# Propilanfetamina
A propilanfetamina é uma droga psicoativa das classes das anfetaminas e feniletilaminas substituídas que atua como estimulante. Foi sintetizada pela primeira vez na década de 1970, principalmente para pesquisas sobre seu metabolismo, e para a comparação deste com o de outras anfetaminas. Um estudo em ratos descobriu que a propilanfetamina possui 1/4 da potência da anfetamina.